# Жога (печера)
Жога — печера у Ґудаутському муніципалітеті Абхазької Автономної Республіки Грузії.

## Розташування
Печера знаходиться на Бзибському хребті.
Протяжність 350 м, проективна довжина 120 м, глибина 110 м, площа 560 м², об'єм 10730 м³, висота входу 2100 м.

## Складнощі проходження печери
Категорія складності 2А.

## Опис печери
Починається вузькою щілиною, що переходить у купол колодязя складної конфігурації зі сніговим конусом і глухим 10-метровим колодязем на дні (-73 м). Через вікна в північно-східній стіні колодязя можна потрапити до паралельної системи колодязів, які переходять у непрохідні щілини (-63, −70 м). Через вікно в південно-західній стіні колодязя через 2 паралельних колодязя можна потрапити до зали (-110 м) з бриловим навалом на дні.
Шахта закладена в верхнеюрських вапняках. Головна частина суха, в південно-західній частині — інтенсивно капеє.

## Історія дослідження
Виявлено і досліджено експедицією томських спелеологів в 1975 р. (кер. В. Л. Лерінман).